# Sun-Yat-sen-Gedächtnishalle

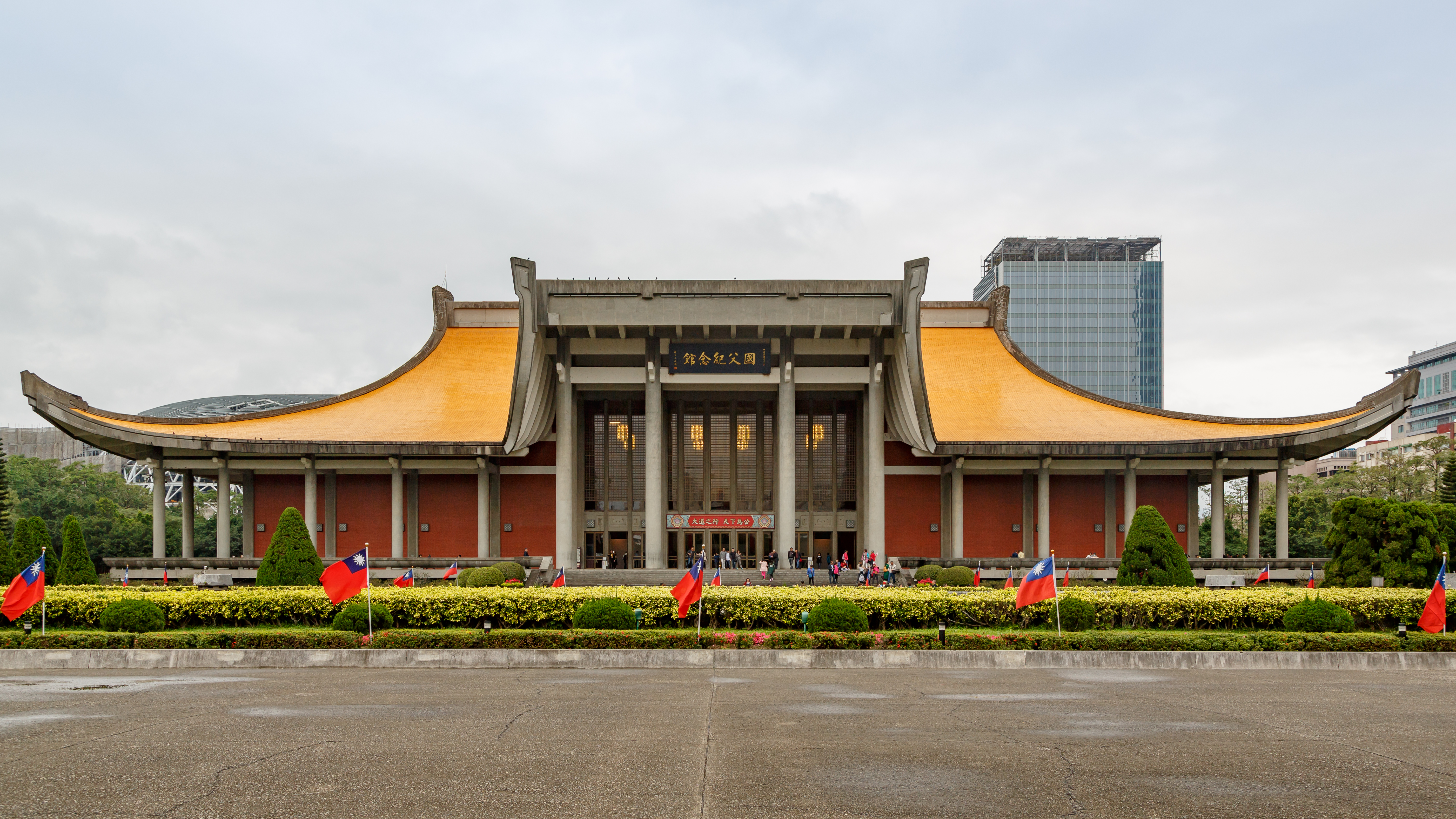
Außenansicht der Halle

Die Sun-Yat-sen-Gedächtnishalle (chinesisch 國立國父紀念館, Pinyin Guólì Guófù Jìniàn Guǎn – „Nationale Gedächtnishalle des Landesvaters“) ist eine Gedenkstätte für den Gründer der Republik China, Sun Yat-sen, und befindet sich im Stadtteil Xinyi in Taipeh in Taiwan. Sie wurde am 16. Mai 1972 fertiggestellt und erstreckt sich über 29.464 Quadratmeter. In ihr befindet sich ein Museum über das Leben Sun Yat-sens und seiner von ihm geführten Revolution. Weiterhin ist es ein kulturelles Zentrum für die Öffentlichkeit.

## Beschreibung
Der Haupteingang zu der Halle beinhaltet eine Statue von Sun Yat-sen, wo jede Stunde ein Wachwechsel stattfindet. Im Gebäude befinden sich eine Ausstellung, eine Bibliothek und andere Räumlichkeiten. Das Gebäude selber befindet sich im umliegenden Zhongshan-Park.

## Geschichte
Die Planungen für den Bau der Halle wurden 1964 begonnen und im Jahr 1965 der Grundstein gelegt. Der Architekt war Wang Da-hong (王大閎). Am 16. Mai 1972 war der Bau vollendet. Ursprünglich war die Halle hauptsächlich als Museum für Suns Leben und die Xinhai-Revolution gedacht, allerdings wurde sie später auch für Ausstellungen und Aufführungen geöffnet. Das Golden Horse Film Festival wird jährlich in der Halle abgehalten.